# Світличненська сільська рада (Золочівський район)
Світли́чненська сільська́ ра́да — адміністративно-територіальна одиниця та орган місцевого самоврядування в Золочівському районі Харківської області. Адміністративний центр — село Світличне.

## Загальні відомості
- Світличненська сільська рада утворена в 1920 році.
- Територія ради: 64,75 км²
- Населення ради: 937 осіб (станом на 2001 рік)

## Населені пункти
Сільській раді підпорядковані населені пункти:
- с. Світличне
- с. Дуванка
- с. Макарове
- с. Соснівка
- с. Турове

## Склад ради
Рада складається з 14 депутатів та голови.
- Голова ради: Затірка Анатолій Зосимович
- Секретар ради: Олійник Тетяна Вікторівна

### Керівний склад попередніх скликань
| Прізвище, ім'я, по батькові | Основні відомості                                                         | Дата обрання | Дата звільнення |
| --------------------------- | ------------------------------------------------------------------------- | ------------ | --------------- |
| Затірка Анатолій Зосимович  | Сільський голова, 1962 року народження, освіта вища                       | 26.03.2006   | 31.10.2010      |
| Затірка Анатолій Зосимович  | Сільський голова, 1962 року народження, освіта вища, член Партії регіонів | 31.10.2010   |                 |

Примітка: таблиця складена за даними сайту Верховної Ради України

### Депутати
За результатами місцевих виборів 2010 року депутатами ради стали:

#### За суб'єктами висування
| Суб'єкт висування                                       | Кількість обраних депутатів | %    |
| ------------------------------------------------------- | --------------------------- | ---- |
| Партія регіонів                                         | 13                          | 92,9 |
| Політична партія Всеукраїнське об'єднання «Батьківщина» | 1                           | 7,1  |

#### За округами
| № округу                                                | Прізвище, ім'я, по батькові    | Дата визнання обраним | Освіта  | Партійна приналежність | Відомості про обраного депутата                           |
| ------------------------------------------------------- | ------------------------------ | --------------------- | ------- | ---------------------- | --------------------------------------------------------- |
| Партія регіонів                                         |                                |                       |         |                        |                                                           |
| 1                                                       | Світлична Магдалина Юріївна    | 03.11.2010            | вища    | позапартійна           | СТОВ «Перше травня», голов-ний бух галтер                 |
| 2                                                       | Христенко Віталій Дмитрович    | 03.11.2010            | вища    | позапартійний          | СТОВ «Перше травня», голов-ний зоотех-нік                 |
| 3                                                       | Олійник Тетяна Вікторівна      | 03.11.2010            | середня | позапартійна           | Світличненська сільська рада, секре-тар ради              |
| 4                                                       | Дацько Володимирн Миколайович  | 03.11.2010            | вища    | позапартійний          | СТОВ «Перше травня», голов-ний інже-нер                   |
| 5                                                       | Щегольова Любов Миколаївна     | 03.11.2010            | середня | позапартійна           | Фермерське господарство «Турове», голова                  |
| 6                                                       | Мирошник Марія Юріївна         | 03.11.2010            | середня | позапартійна           | пенсіонер                                                 |
| 7                                                       | Горішня Ірина Григорівна       | 03.11.2010            | середня | позапартійна           | СТОВ «Перше травня», обліковець                           |
| 8                                                       | Багач Наталія Олександрівна    | 03.11.2010            | вища    | позапартійна           | Макарівська загальноосвітня школа, директор               |
| 9                                                       | Милашенко Надія Григорівна     | 03.11.2010            | середня | позапартійна           | Макарівський фельдшерсько -акушерський пункт, завідувачка |
| 10                                                      | Голіусов Микола Іванович       | 03.11.2010            | середня | позапартійний          | СТОВ «Перше травня», механізатор                          |
| 11                                                      | Наріжний Володимир Миколайович | 03.11.2010            | середня | позапартійний          | м. Харків, охоронець                                      |
| 12                                                      | Марченко Людмила Іванівна      | 03.11.2010            | середня | позапартійна           | Макарівська загальноосвітня школа, кухар                  |
| 13                                                      | Мирошніченко Микола Павлович   | 03.11.2010            | середня | позапартійний          | пенсіонер                                                 |
| Політична партія Всеукраїнське об'єднання «Батьківщина» |                                |                       |         |                        |                                                           |
| 14                                                      | Білоус Тетяна Василівна        | 03.11.2010            | середня | позапартійна           | тимчасово не працює                                       |